# 畠山義就
畠山 義就（はたけやま よしなり/よしひろ）は、室町時代後期から戦国時代前期の武将、守護大名である。河内・紀伊・山城・越中守護。足利氏（足利将軍家）の一門にて室町幕府の三管領家の1つである畠山氏出身。父は管領畠山持国、母は側室。幼名は次郎、初名は義夏（よしなつ）。子に修羅、義豊（基家）。猶子に政国。
家督相続を巡って、従兄弟の畠山弥三郎・政長一派と対立、応仁の乱を引き起こす。

## 生涯

### 義就の出自

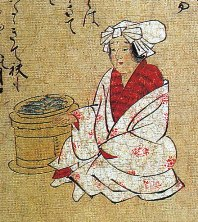
『三十二番職人歌合』（1494年）に描かれた「桂の女」（桂女）。

義就の母は、義就のほか、小笠原長将との間に持長を、飛騨江馬氏との間にも子をもうけている。また『東寺過去帳』には義就は皮屋の子であり、東寺の僧祐栄とは従兄弟であるとしている。これらのことから当時、義就の母は様々な異性と関係をもつ類の女性であり、持国の実子ではないとの説があったことが窺える。『大乗院寺社雑事記』には、「義就の元で暮らす桂女（遊女のこと）」の記述があり、一族の略系図が添えられている。それに拠れば、「土用」という名の女に「畠山之桂也」と書かれており、文明12年当時70歳であることが知られる。従って、義就は「土用」27歳の時の子である可能性が高いとする研究がある。
こうした事情により、義就は嫡子とはされず、石清水八幡宮の社僧になるはずであったが、12歳の時に俄に父持国に召し出されたことから、元々継嗣と決まっていた叔父持富とその子弥三郎・政長兄弟らとの家督争いが勃発することになる。

### 家督争い

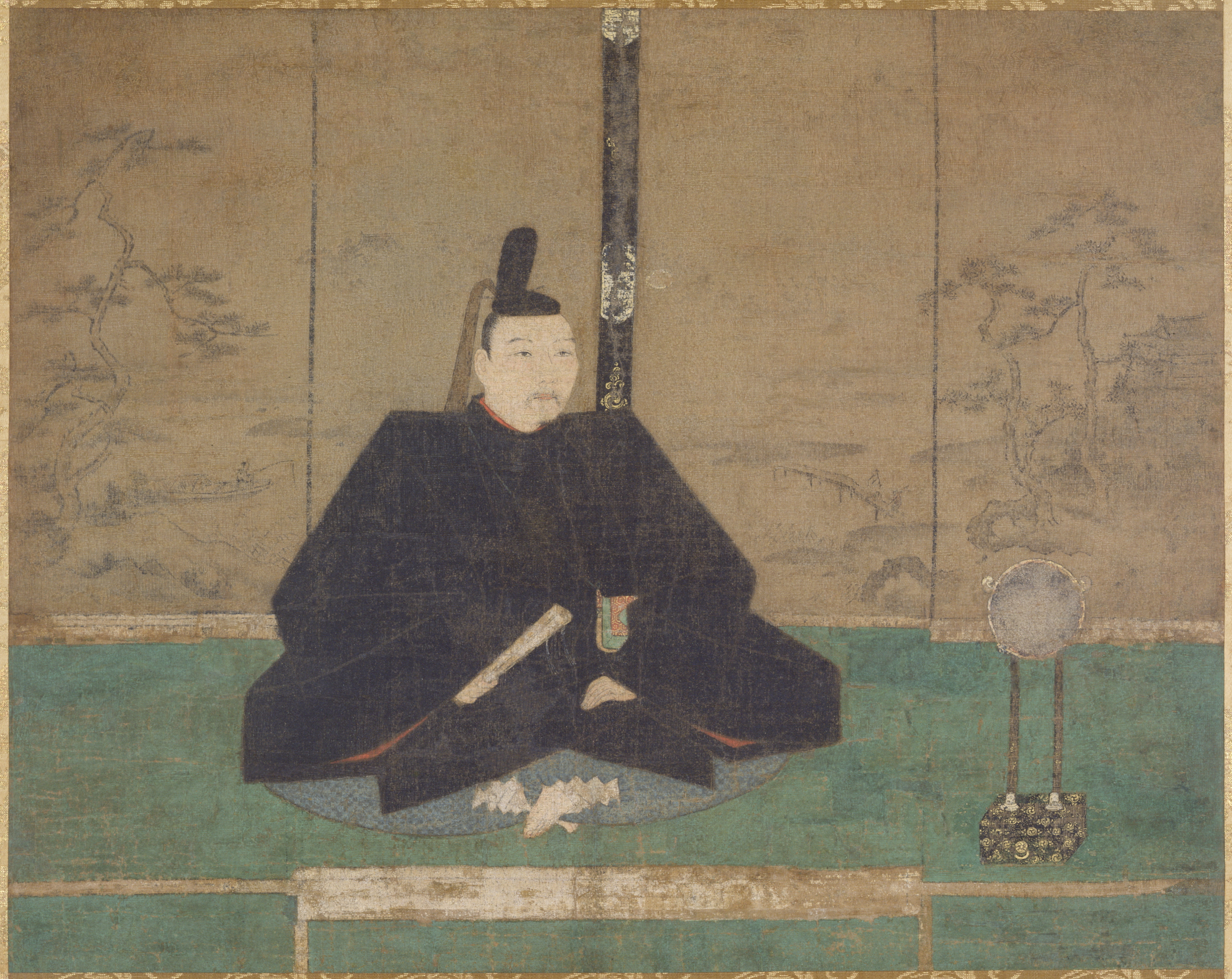
将軍・足利義政

文安5年（1448年）11月、持富への相続は撤回され、室町幕府8代将軍足利義成（後の義政）から裁可を得た持国の庶子（義就）が新たにその後継者と定められ、元服して義成の偏諱（「義」の字）を受けて次郎義夏（畠山義夏）と名乗った。翌文安6年（1449年）に父に代わって椀飯の役目を務め、宝徳3年（1451年）に伊予守に叙任されるなど持国の後継者であることを示した。ところが義夏への相続は守護代の神保氏など被官らの理解を得られず、持富の子である弥三郎を旗頭とした反抗勢力を形成される。
享徳3年（1454年）4月3日に持国が弥三郎を擁立しようとした家臣達を追放するが、弥三郎を細川勝元・山名宗全や大和の国人である筒井氏までもが支持。8月21日に弥三郎派に襲撃され、形勢不利となった義夏は京都から伊賀へ逃れ、入れ替わりに義政から赦免された弥三郎が9月に再び上洛。しかし、義政の怒りを買った宗全は12月3日に隠居、領国播磨で挙兵した赤松則尚を討つため6日に下向したが、1週間後の13日に義夏が河内から上洛して弥三郎を再び追い落とした。翌享徳4年（1455年）2月に義就と改名して右衛門佐に叙任、3月26日の持国の死去により家督を継承した。
享徳4年2月7日、義政は大和国に弥三郎に協力しないことを伝え、義就も分家の能登守護畠山義忠と幕府奉公衆と共に河内・大和に転戦、大和国人越智家栄を味方として弥三郎支持の大和国人成身院光宣・筒井順永・箸尾宗信らを追い落として宇智郡を領有した。
ところが、康正3年（1457年）7月に大和の争乱が起こった際、義就は義政の上意と偽って家臣を派遣したが、これが義政の怒りに触れて所領を没収された。義就派の大和国人の所領横領も問題にされ、義政から国人への治罰の命令が伝えられ、義政へ撤回を求めても聞き入れられなかった。同時に9月には勝元の所領である山城木津にも上意の詐称で攻撃し、次第に義政の信頼を失っていった。翌長禄2年（1458年）9月に宗全と共に石清水八幡宮の八幡神人討伐に赴いた。
長禄3年（1459年）6月、弥三郎派の成身院光宣・筒井順永らが勝元の軍勢に守られ大和へ帰国、越智家栄と交戦したため、義就は援軍を派遣したが、光宣の訴えで細川軍の大和派遣が決まり、合わせて7月23日には弥三郎が赦免となったため義就派は不利となり、越智家栄は敗れて没落、光宣らは勢力を回復した。弥三郎は間もなく死去したが、弟の政長が弥三郎派から新たに擁立され、義就との対立が継続された。
長禄4年（1460年）5月10日、分国の紀伊国で根来寺と畠山軍が合戦を起こし、畠山軍が大敗した。義就は報復のため京都から紀伊へ援軍を派遣したが、9月16日に幕府から義就に対して政国に家督を譲るよう命じられ、20日に河内へ没落したが家督譲与の件は拒んだため、26日になって今度は幕命として政長への家督交替が強行された。劣勢の為に政長に家督を奪われた上、綸旨による討伐対象に定められたことにより朝敵に貶められた。10月に大和国龍田で政長・光宣らに敗れたのち12月に嶽山城（大阪府富田林市）に籠城し、討伐に下ってきた政長、光宣、細川軍、大和国人衆らの兵と2年以上も戦った（嶽山城の戦い）。寛正4年（1463年）4月15日に成身院光宣の計略により嶽山城は陥落し、義就は紀伊、のち吉野へ逃れた。
翌寛正5年（1464年）、畠山氏の家督相続を公認された政長は、勝元から管領職を譲られた。

### 挽回
吉野に逼塞していた義就だったが、寛正4年11月に義政により赦免された（同年8月8日に義政生母の日野重子が死去したことに伴い大赦（恩赦）が行われ、翌月9月18日に斯波義敏や日親らと共に赦免された）。義就は細川勝元と対抗する山名宗全・斯波義廉の支持を得て、寛正6年（1465年）8月に挙兵。文正元年（1466年）8月25日に大和から河内に向かい諸城を落とした。大和では義就派の越智家栄・古市胤栄も挙兵して政長派の成身院光宣らと戦い、11月に十市遠清の仲介で両者は和睦した。

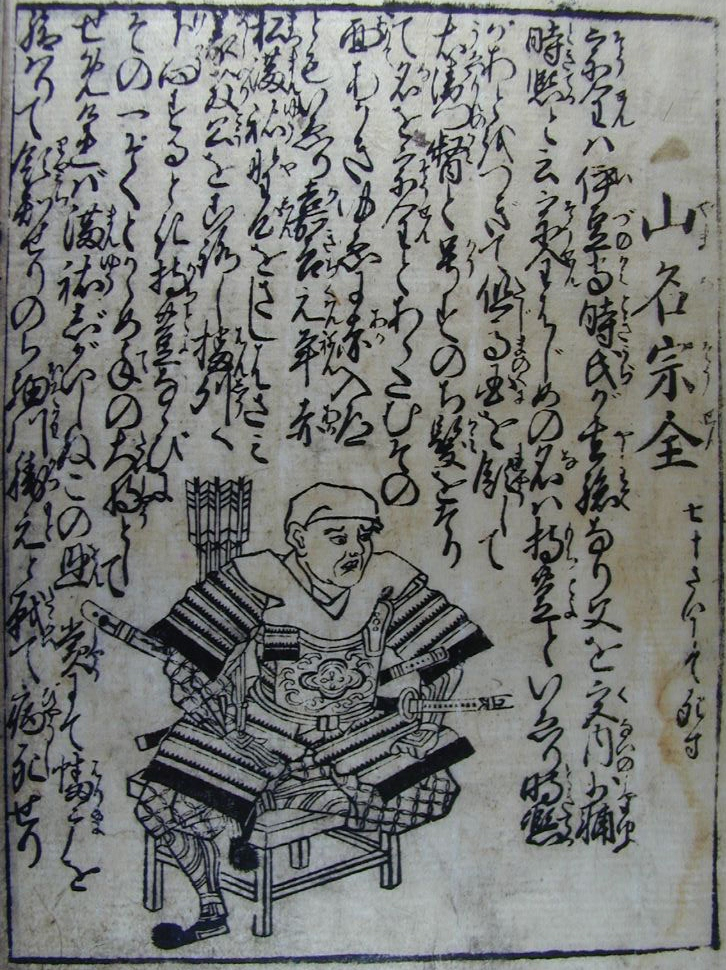
山名宗全

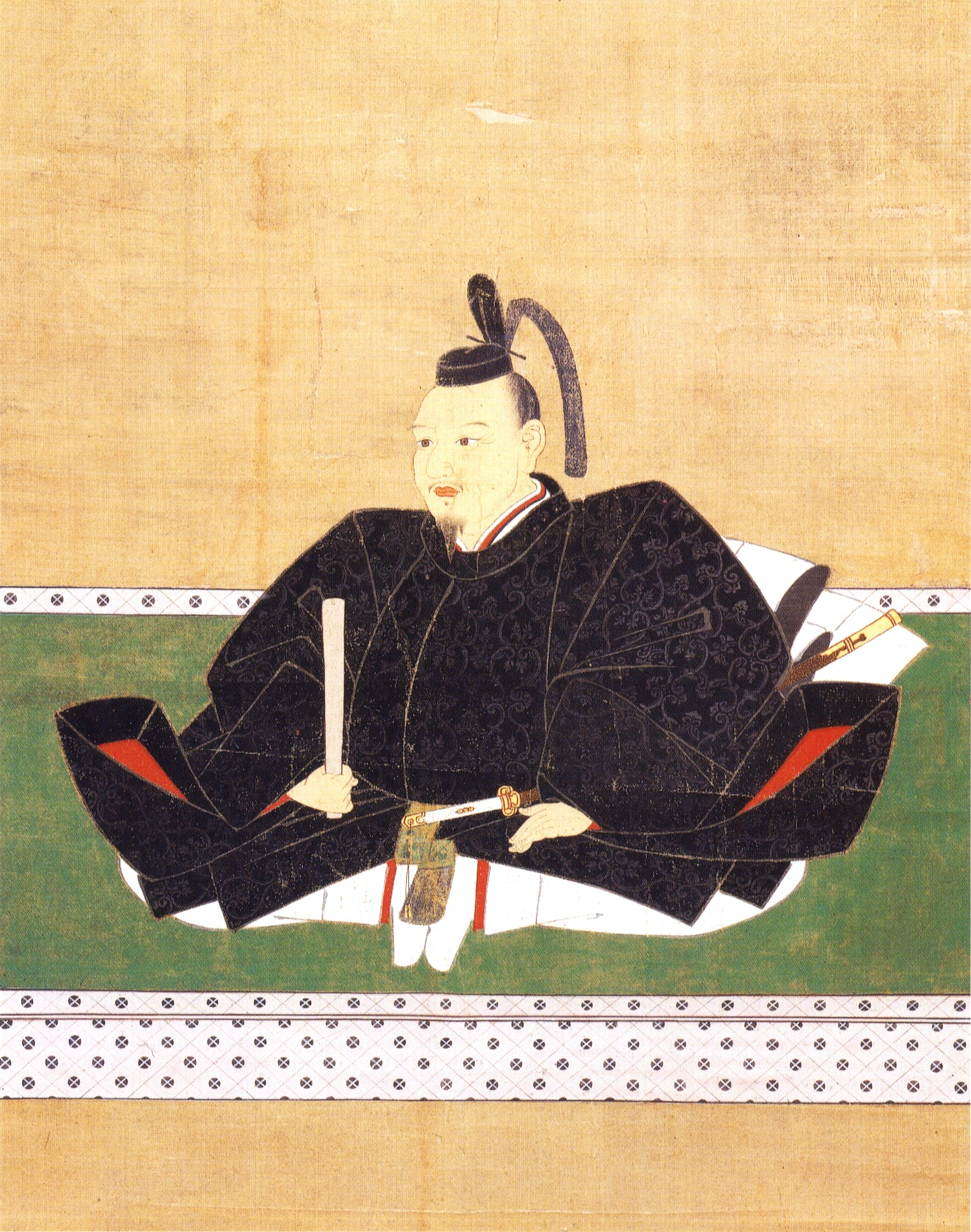
細川勝元

義就は12月に河内から上洛。義政との拝謁も果たし、政長に畠山邸の明け渡しを要求し、管領職を辞任させた。翌文正2年（1467年）1月18日、両派の軍が上御霊神社において衝突し、義就は宗全や斯波義廉の家臣朝倉孝景の協力を得て政長を破った（御霊合戦）。この御霊合戦により山名方（義就・斯波義廉派。西軍）が有利となったことを危惧し、翌年には細川方（政長・斯波義敏派・東軍）が巻き返しを図った。これらに将軍家、畠山、斯波、山名、京極、土岐、六角、富樫などの諸氏の家督争いや幕府内または諸家内での権力争いなどが複雑に関与し、応仁の乱が勃発する。

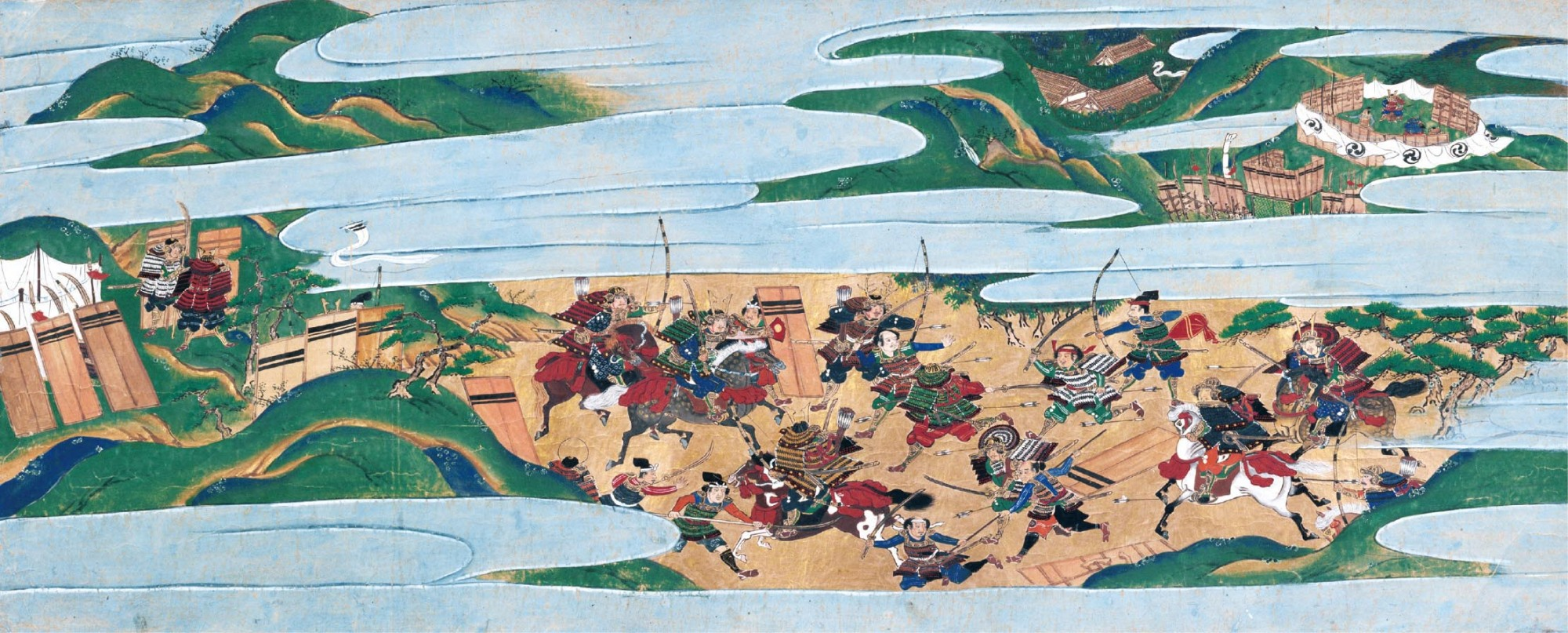
応仁の乱

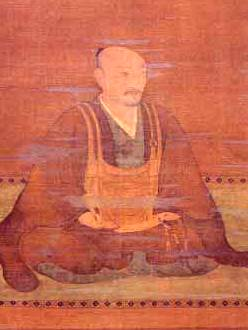
朝倉孝景（英林）

応仁の乱では義就は宗全率いる西軍に属して政長と戦い、内裏や東寺に陣取り10月3日の相国寺の戦い、翌応仁2年（1468年）の東軍足軽大将骨皮道賢討伐にも参戦。西軍きっての戦上手として河内・大和・摂津・山城を転戦、山城の実力支配も行った。文明元年（1469年）に東軍寄りだった山城西部の乙訓郡を占拠（西岡の戦い）、勝竜寺城を根拠として山崎に陣取った西岡国人や山名是豊、河内の政長派などと戦った。
文明5年（1473年）、宗全と勝元が死去したのち、東西両軍の和睦が進められる中、義就は講和に反対していた。文明9年（1477年）9月21日に政長討伐のために河内へ下り諸城を陥落、10月9日に政長派の守護代遊佐長直を若江城から追い河内を制圧する（若江城の戦い）。越智家栄と古市澄胤らも大和を制圧、政長派の筒井順尊・箸尾為国・十市遠清は没落し、義就は河内と大和の事実上の支配者となった。義就が河内方面に下向後の11月11日、京では東西両軍の間で講和が成立し、西軍諸将は相次いで帰国して解散、応仁の乱は終結した。

### 河内争奪戦
実際の支配状況はともかく、名目上の河内守護と畠山氏当主は依然として政長のままであり、河内を実質領国化している義就に対して幕府は度々追討令を発したが効果は無く、河内と大和は義就が実効支配したままであった。
文明9年からしばらくは平穏であったが、文明14年（1482年）3月に幕府の命を受けた細川政元と政長連合軍が義就追討に出陣した。義就は7月16日に政元単独と和睦、政元は河内十七箇所と摂津欠郡（東成郡・西成郡・住吉郡）の交換を条件に自軍を撤退させたが、政長は河内に留まり義就との抗争を継続した。義就は河内から山城国南部に侵入、翌文明15年（1483年）に南山城を掌握し、河内の政長方を掃討して河内の実効支配を確立した（犬田城の戦い）。ただし、主戦場となった山城では義就・政長の争いも膠着状態となって以降、業を煮やした国人衆により文明17年（1485年）に国人一揆が起こり（山城国一揆）、畠山両軍は撤退を要求されたため義就軍は河内に引き上げた。以後も義就に対して幕府から追討令が出されたが、実行されないまま終わった。
延徳2年12月12日（1491年1月21日）、義就死去。享年54。
義就は一時隠居を命じられた際に、短期間であるが能登畠山家出身の猶子の政国に家督を譲ったこともあったが、長男の修羅が生まれると政国を廃嫡して実家に帰し、修羅を後継とした。しかし修羅は義就より先に、文明15年に亡くなった。
義就の死後、孫にあたる修羅の子と次男の基家（義豊）が後継を争ったとされる、義就の家督と河内・大和の支配は基家が継承した。
政長も河内・大和・山城を失ったものの、残る紀伊と越中国を根拠として対抗、両者は以降も畠山氏当主の座を巡って争った。

## 偏諱を与えた人物
義就時代
- 遊佐就家
- 遊佐就盛

※「就」の読みについては長らく「なり」（毛利元就などと同様）と読まれてきたが、近年になって教科書等では「ひろ」と読む傾向になってきている。但し、上に示した偏諱を与えられた人物に関しては「なり」と読まれることが多い。